# 國立鳳新高級中學
國立鳳新高級中學（英語：National Feng-Hsin Senior High School，縮寫為FHSH），簡稱鳳新高中，校園地址位於台灣高雄市鳳山區。

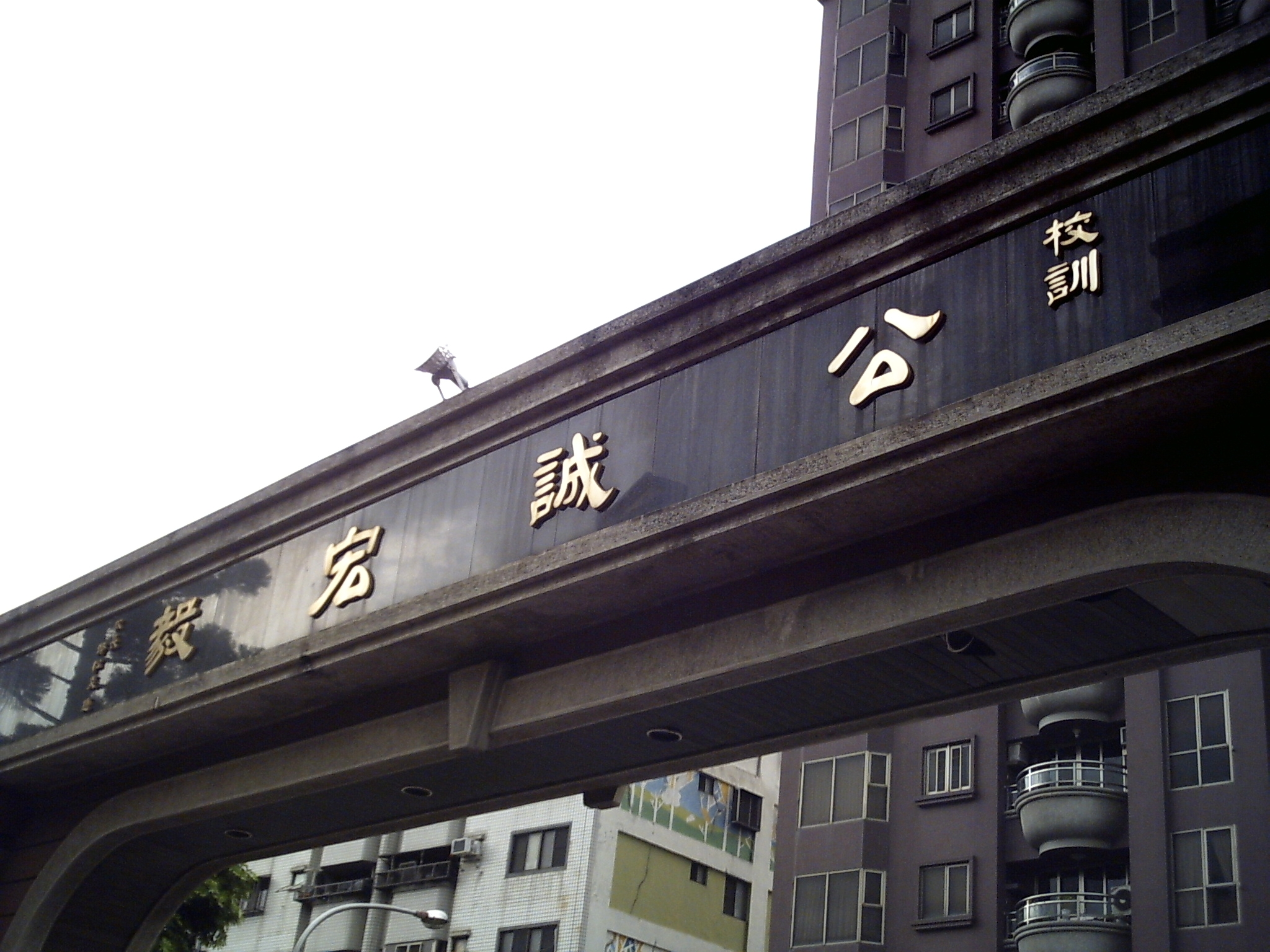
鳳新高中的校門口

## 歷任校長
1. 鄭松炎(1992年7月－1996年9月)
2. 葉明燦(1996年9月－1997年2月)代理
3. 呂見達(1997年2月－2001年2月)
4. 廖明星(2001年2月－2003年8月)
5. 藍鴻輝(2003年8月－2008年7月)
6. 蔡英士(2008年8月－2012年8月)
7. 羅金盛(2012年8月－2020年7月)
8. 黃再鴻(2020年8月－2023年7月)
9. 陳江海(2023年8月－迄今)

## 校訓
公、誠、宏、毅
- 公：公平正直
- 誠：誠意正心
- 宏：恢宏志氣
- 毅：剛毅堅忍

## 制服
- 女生制服為粉紅色襯衫搭配黑色百褶裙，襯衫口袋印有校徽。
- 男生制服為鵝黃色襯衫搭配深藍色長褲，襯衫口袋印有校徽。

## 知名事蹟
2012年原創《風箏 (畢業歌專輯)》參與學校之一。
校園曾為2017年台灣電影《癡情男子漢》拍攝取景地。
2017年底鳳新高中校慶時，兩名學生穿著中東地區穆斯林的傳統服飾並且手持玩具黑色步槍與他人合影，經報導後被廣泛討論。隨後校秘書出來解釋「並沒有影射恐怖份子或者歧視穆斯林文化」並且出面道歉，這起事件是繼2016年新竹市光復高中納粹事件之後第二起學生變裝涉及強化刻板印象的事件。

## 外部連結
- 國立鳳新高級中學 （页面存档备份，存于）